# Antonio Dugnani

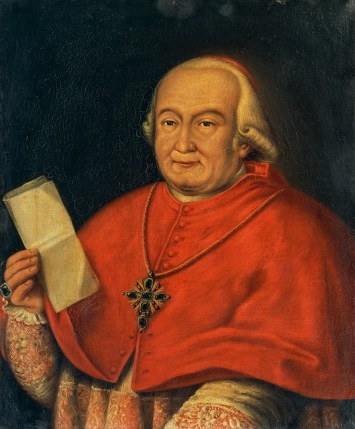
Antonio Kardinal Dugnani

Antonio Dugnani (* 18. Juni 1748 in Mailand; † 17. Oktober 1818 in Rom) war ein italienischer Geistlicher und Kardinal der Römischen Kirche.

## Leben
Dugnani, Sohn einer Mailänder Adelsfamilie, empfing am 21. September 1771 die Priesterweihe und wurde im November 1775 Konsultor der Ritenkongregation.
Papst Pius VI. ernannte ihn am 14. Februar 1785 zum Apostolischen Nuntius in Frankreich und zwei Monate später zum Titularerzbischof von Rhodus. Die Bischofsweihe spendete ihm am 12. Juni 1785 Kardinal Carlo Rezzonico der Jüngere. In dieser Zeit erlebte Dugnani 1789 den Beginn der Französischen Revolution, gegen deren Ideen er war. Seine Position bekräftigte er in einem Brief an den französischen Klerus vom 13. April 1791. Im Mai desselben Jahres musste er Paris verlassen und kehrte zunächst nach Mailand, im Folgejahr dann nach Rom zurück.
Er wurde von Pius VI. am 21. Februar 1794 zum Kardinal mit der Titelkirche San Giovanni a Porta Latina erhoben, zudem wurde er Mitglied mehrerer Kardinalskongregationen. Am 1. Juni desselben Jahres wurde Kardinal Dugnani zum Päpstlichen Legaten in der Romagna ernannt. 1796 musste er nach dem französischen Vormarsch die Hauptstadt Ravenna erstmals, im Folgejahr dann endgültig verlassen. Er nahm von 1799 bis 1800 am Konklave in Venedig teil, das Pius VII. wählte. 1801 wechselte er zur Titelkirche Santa Prassede. Pius VII. ernannte ihn am 31. Oktober 1804 zum Präfekten der Kongregation De Propaganda Fide, diesen Posten behielt Kardinal Dugnani bis Mai 1805. Zwischen 1806 und 1808 gehörte er zu den Kardinälen, die Pius VII. zu einem Entgegenkommen und einer moderaten Position gegenüber dem französischen Kaiser Napoleon Bonaparte überzeugen wollten. Diese im Gegensatz zu seinen früheren Positionen stehende Haltung behielt er auch nach der französischen Besetzung Roms bei. Er selbst wurde 1809 nach Paris deportiert und konnte erst nach Napoleons Sturz 1814 nach Rom zurückkehren. Schon 1807 war Dugnani zum Kardinalbischof von Albano erhoben worden, im März 1816 wurde er Kardinalsubdekan und Kardinalbischof von Porto-Santa Rufina. Von 1817 bis zu seinem Tod im Oktober 1818 war Kardinal Dugnani Präfekt der Apostolischen Signatur. Beigesetzt wurde er in der römischen Kirche Santa Maria in Vallicella.

## Apostolische Sukzession
Die Apostolische Sukzession von Kardinal Dugnani ist bis Kardinal Scipione Rebiba dokumentiert:
- Kardinal Antonio Dugnani
- Kardinal Carlo Rezzonico
- Kardinal Giovanni Francesco Albani
- Clemens XIII.
- Benedikt XIV.
- Benedikt XIII.
- Kardinal Paluzzo Paluzzi Altieri degli Albertoni
- Kardinal Ulderico Carpegna
- Kardinal Luigi Caetani
- Kardinal Ludovico Ludovisi
- Erzbischof Galeazzo Sanvitale
- Kardinal Girolamo Bernerio, O.P.
- Kardinal Giulio Antonio Santorio
- Kardinal Scipione Rebiba